# Lammassaari (ö i Päijänne-Tavastland, Lahtis, lat 61,67, long 25,67)
Lammassaari är en ö i Finland. Den ligger i sjön Päijänne och i kommunen Sysmä i den ekonomiska regionen  Lahtis ekonomiska region  och landskapet Päijänne-Tavastland, i den södra delen av landet, 170 km norr om huvudstaden Helsingfors. Öns area är 1,2 hektar och dess största längd är 180 meter i sydväst-nordöstlig riktning.